# Patu (gen)
Patu este un gen de păianjeni din familia Symphytognathidae, răspândiți în Columbia și Oceania. Acesta include specia Patu digua, considerată cea mai mică specie la moment. 

## Specii
- Patu digua Forster & Platnick, 1977 (Columbia)
- Patu eberhardi Forster & Platnick, 1977 (Columbia)
- Patu marplesi Forster, 1959 (Samoa)
- Patu saladito Forster & Platnick, 1977 (Columbia)
- Patu samoensis Marples, 1951 (Samoa)
- Patu silho Saaristo, 1996 (Seychelles)
- Patu vitiensis Marples, 1951 (Fiji)
- Patu woodwardi Forster, 1959 (Noua Guinea)